# Vuurtoren van Tabarka

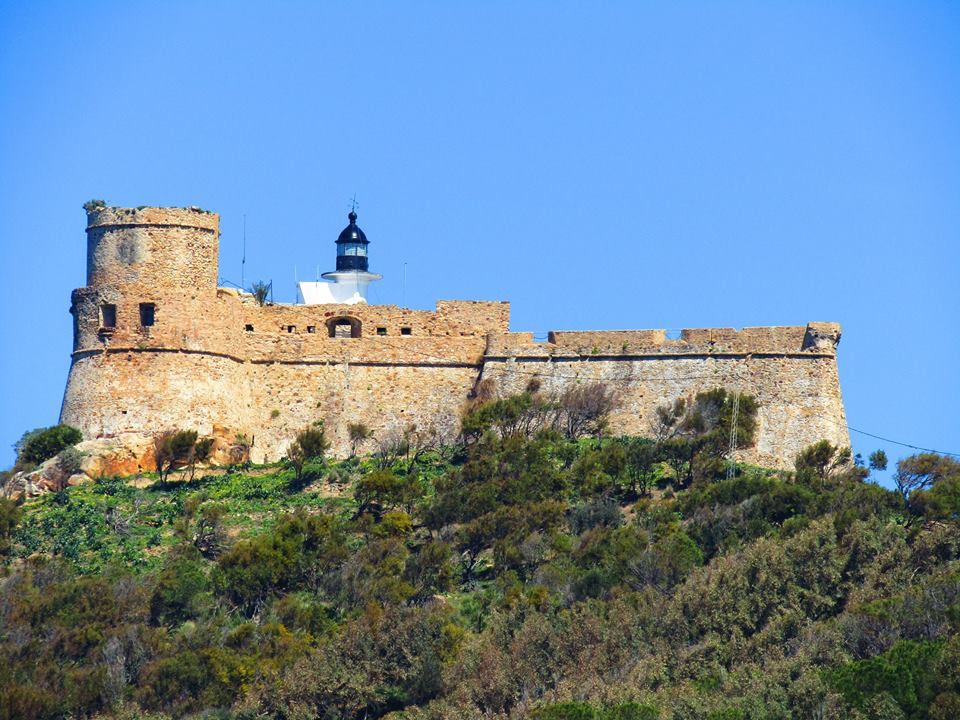
Vuurtoren van Tabarka

De vuurtoren van Tabarka staat boven op het Fort Tabarka, gelegen voor de stad Tabarka op een eiland van Tunesië in de Middellandse Zee.
Het fort is een voormalig fort van de Genuezen. De Fransen bouwden de eerste vuurtoren in 1891. De tweede en definitieve vuurtoren kwam er in 1906. Het fort is te bezichtigen maar de vuurtoren niet. De vuurtoren is een van de zes vuurtorens in Tunesië die staan op historisch erfgoed.